# Шиваджи
Шиваджи Бхосале (19 февруари 1630 – 3 април 1680), с кралската титла Чхатрапати Шиваджи Махарадж, е маратхски суверен, който основава Маратхската империя,, която в своя апогей покрива голяма част от Индийския субконтинент, обхващайки територия от над 2.8 млн. km². Като аристократ от клана Бхосле Шиваджи води съпротива за освобождението на маратхите от Биджапурския султанат и Моголската империя и основава Хиндави Свараджя („самоуправление на индуистите“). Той създава независимо Маратхско кралство със столица Райгад. Коронован е като чхатрапати (суверен) на Маратхската империя през 1674 г.
Шиваджи установява компетентно и прогресивно гражданско управление с помощта на добре регулирана и дисциплинирана войска и добре структурирани административни организации. Той също въвежда правила за влизане в сражение, ставайки пионер на Шива сутра или ганими кава (партизанска тактика), в която използва фактори като географията, скоростта, изненадата и фокусиране на прецизни нападения, за да нанесе поражение на неговите по-големи и по-силни врагове От малък контингент от 2000 войници, който наследява от баща си той създава мощна армия от 100 000 войници. Построява и възстановява фортове, разположени стратегически на суша и море, за да осигури земи и крайбрежие. Той възражда древната индуистка политическа традиция и придворни конвенции и поддържа употребата на маратхийски език и санскрит в двора и администрацията. Добре известен е за силния си религиозен и военен етически кодекс и примерен характер. Шиваджи е признат за велик национален герой по време на Индийското движение за независимост.